# 안양공업고등학교
안양공업고등학교(安養工業高等學校)는 대한민국 경기도 안양시 만안구 안양동에 있는 공립 고등학교이다.

## 학교 연혁
- 1948년 3월 15일 : 시흥학원 안양중학교 염색과 6년제 6학급 개교
- 1951년 8월 31일 : 학제 변경으로 3년제 공업 고등학교로 개편(염직과, 전기과)
- 1978년 3월 1일 : 토목과 및 산업체 특별학급 신설
- 1990년 3월 1일 : 공고 부설 직업 과정 위탁 교육 설치 운영
- 2010년 3월 1일 : 학과개편(신소재화학공업과, 전기제어시스템과, 건축토목과, 전자기계과)
- 2021년 9월 1일 : 제24대 최동원 교장 취임
- 2022년 3월 1일 : 학과개편(패션소재디자인과, 화학공업과, 전기제어시스템과, 스마트팩토리기계과, 3D건축디자인과, 건설기술행정과, XR융합응용학과, 반도체CS엔지니어과, 드론부사관과)
- 2024년 1월 5일 : 제72회 졸업식 121명(누계 33,689명)
- 2024년 3월 4일 : 2024신입생 89명 입학

## 갤러리

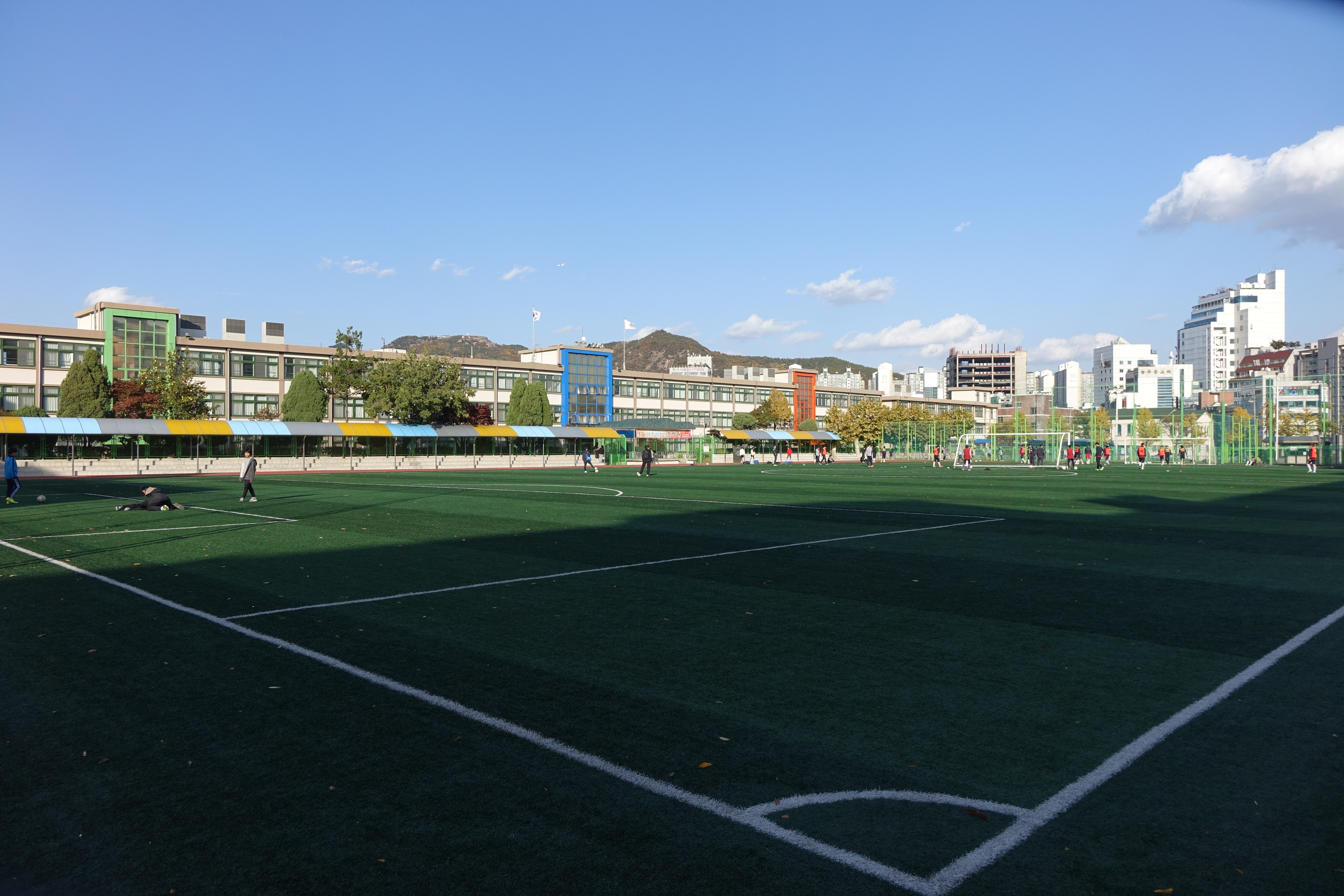
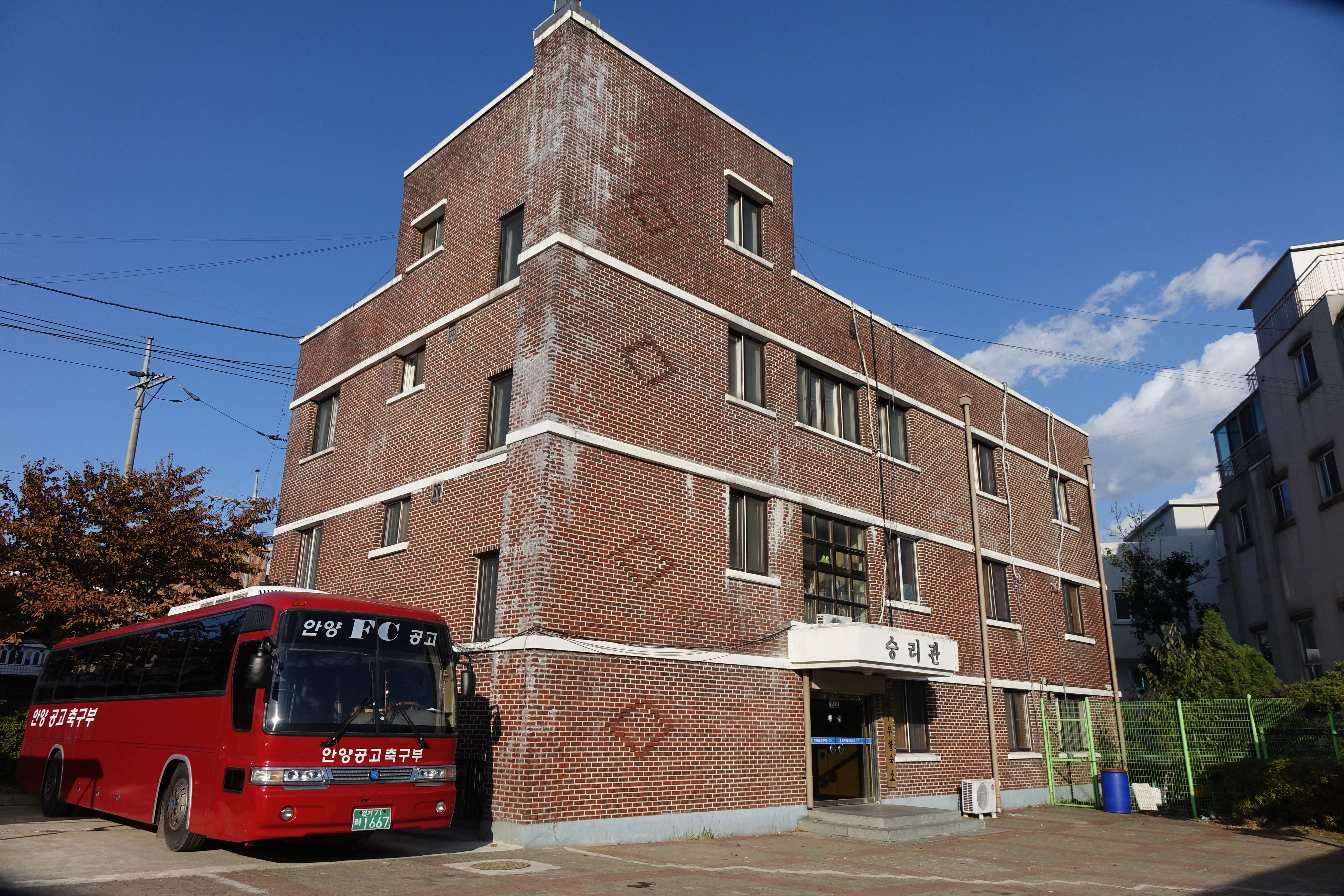
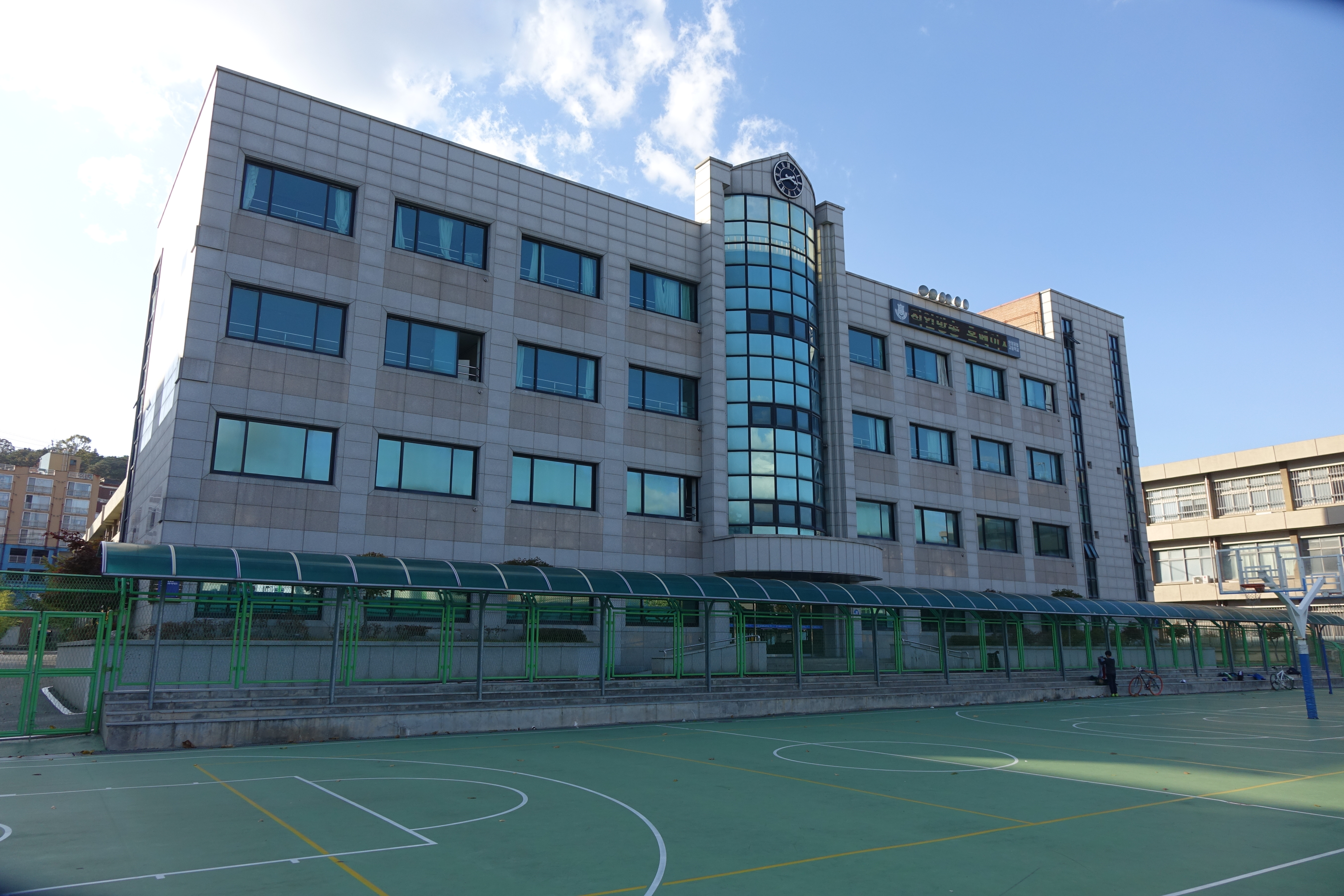
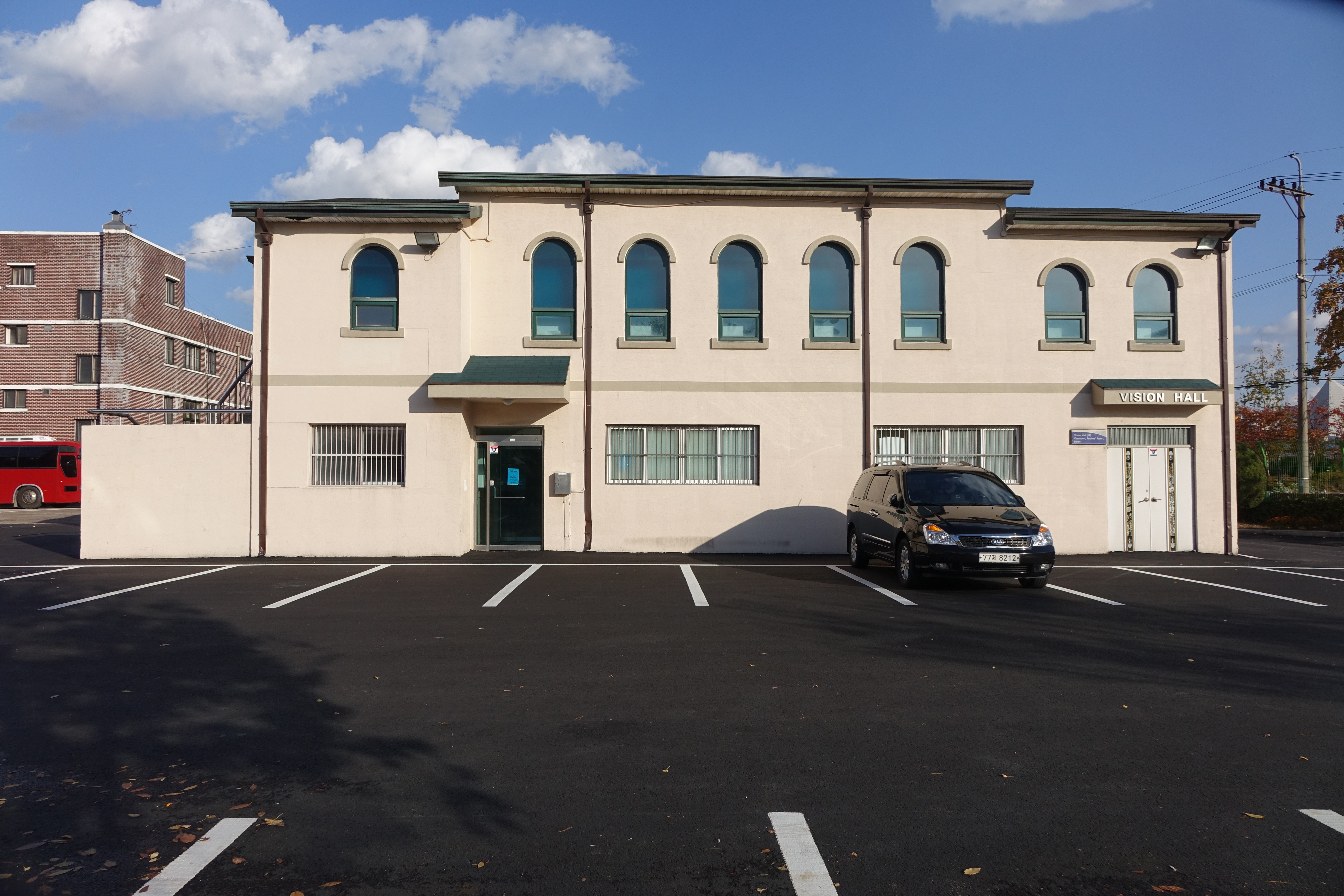
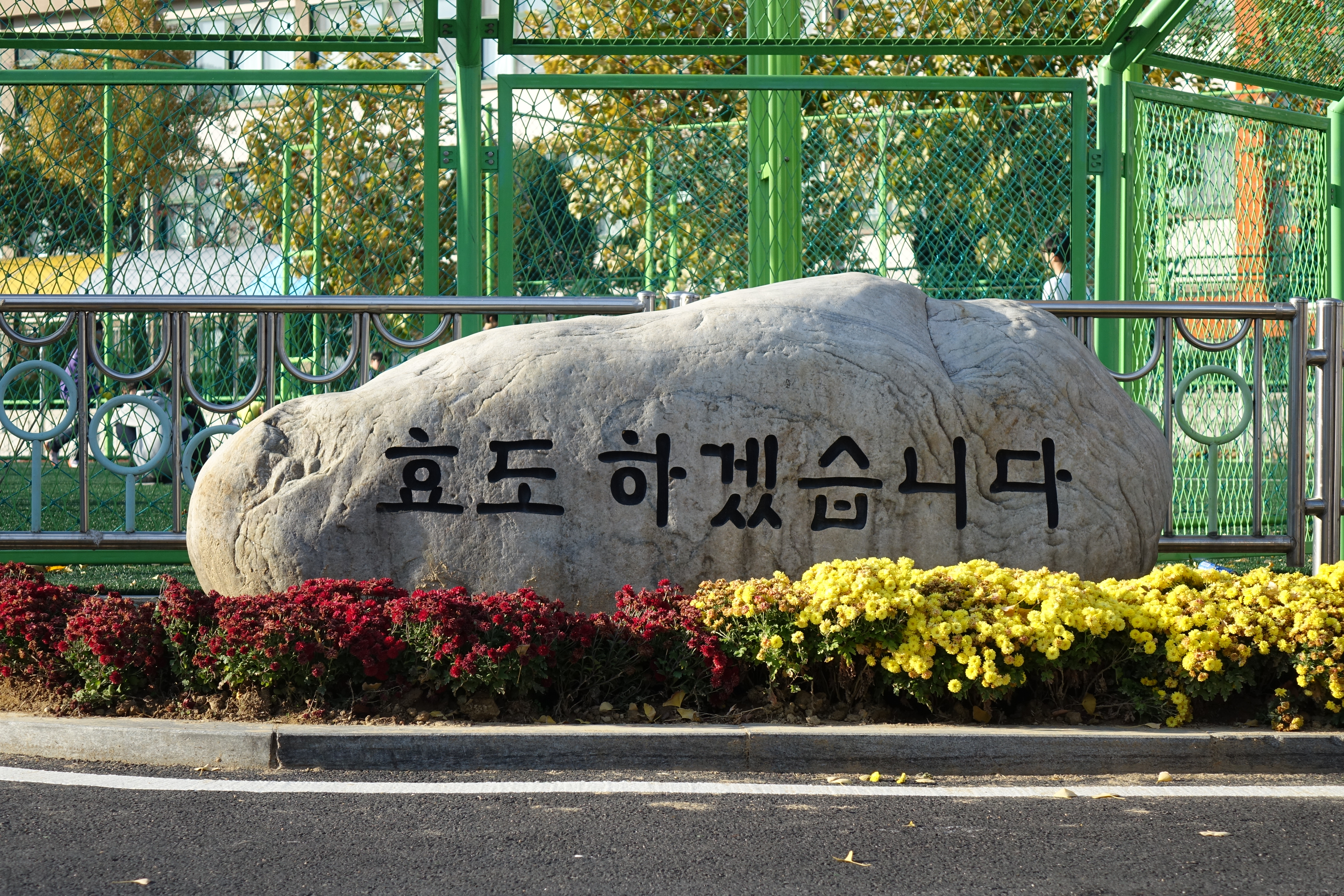

## 설치 학과
- 전기제어시스템과
- 화학공업과
- 반도체CS엔지니어과
- 패션소재디자인과
- 스마트팩토리기계과
- 드론부사관과
- 3D건축디자인과
- 건설기술행정과
- XR융합응용학과

## 참고 자료
- 안양공업고등학교 - 한국교육학술정보원 학교알리미